# Hufeng, Chongqing
Hufeng (kinesiska: 虎峰) är en köping i sydvästra Kina. Den ligger i stadsdistriktet Tongliang i storstadsområdet Chongqing, omkring 48 kilometer väster om det centrala stadsdistriktet Yuzhong. Antalet invånare är 30 248. Befolkningen består av 15 252 kvinnor och 14 996 män. Barn under 15 år utgör 16,0 %, vuxna 15-64 år 66 %, och äldre över 65 år 16,0 %.